# قائمة رؤساء مجلس الأعيان الأردني
تتضمن هذه القائمة أسماء رؤساء مجلس الأعيان الأردني. يتم تعيين الرئيس من قبل ملك الأردن بموجب مرسومٍ ملكي.
وفيما يلي قائمة برؤساء مجلس الأعيان الأردني من عام 1947:
| الاسم                    | استلم المنصب                 | ترك المنصب                    | ملاحظات |
| ------------------------ | ---------------------------- | ----------------------------- | ------- |
| توفيق أبو الهدى          | 20 تشرين الأول / أكتوبر 1947 | 30 أيار / مايو 1951           | [ 1 ]   |
| إبراهيم هاشم             | 1 أيلول / سبتمبر 1951        | 4 كانون الأول / ديسمبر 1956   | [ 1 ]   |
| سعيد آل المفتي           | 4 كانون الأول / ديسمبر 1956  | 10 تموز / يوليه 1963          | [ 1 ]   |
| سمير الرفاعي             | 10 تموز / يوليه 1963         | 1 تشرين الثاني / نوفمبر 1965  | [ 1 ]   |
| سعيد آل المفتي           | 1 تشرين الثاني / نوفمبر 1965 | 23 تشرين الثاني / نوفمبر 1974 | [ 1 ]   |
| بهجت التلهوني            | 1 كانون الأول / ديسمبر 1974  | 20 كانون الثاني / يناير 1983  | [ 1 ]   |
| أحمد عبد الكريم الطراونة | 20 كانون الثاني / يناير 1983 | 11 كانون الثاني / يناير 1984  | [ 1 ]   |
| أحمد اللوزي              | 12 كانون الثاني / يناير 1984 | 8 حزيران / يونيه 1997 ،       | [ 1 ]   |
| زيد الرفاعي              | 8 حزيران / يونيه 1997 ،      | 17 كانون الأول / ديسمبر 2009  | [ 1 ]   |
| طاهر نشأت المصري         | 17 كانون الأول / ديسمبر 2009 | 24 تشرين الأول / أكتوبر 2013  | [ 1 ]   |
| عبد الرؤوف الروابدة      | 24 تشرين الأول / أكتوبر 2013 | 25 تشرين الأول / أكتوبر 2015  |         |
| فيصل الفايز              | 25 تشرين الأول / أكتوبر 2015 |                               | [ 2 ]   |